# Lúcio César
Para outras pessoas denominadas Lúcio César ver Lúcio Júlio César
Lúcio Júlio César (17 a.C. — Marselha, 20 de agosto de 2), mais conhecido como Lúcio César, foi o segundo filho de Lúcio Vipsânio Agripa e Júlia (filha de Augusto).

## História
Nasceu entre 14 de junho e 15 de julho de 17 a.C., com o nome Lúcio Vipsânio Agripa, mas quando foi adotado por seu avô materno o imperador romano Augusto, seu nome mudou para Lúcio Júlio César. No ano de seu nascimento Augusto adotou-o juntamente com seu irmão Caio César, e os dois cresceram e foram educados por seus avós.
Sendo ele e seu irmão herdeiros de Augusto, seguiram carreiras jurídicas e militares. Lúcio morreu na Gália vitimado por uma doença, em 20 de agosto de 2 d.C., com 18 anos de idade. Dezoito meses após morreu seu irmão Caio César, em 21 de fevereiro de 4 d.C. Seu irmão mais novo Agripa Póstumo foi então adotado por Augusto, juntamente com Tibério.
Tácito sugeriu que poderia ter havido jogo sujo de Lívia Drusa, mulher de Augusto, na morte de Lúcio. O motivo presumido seria a ascensão de seu próprio filho Tibério como herdeiro de Augusto.